# Álex Cardero
Alejandro Suárez Cardero (Oviedo, 25 de agosto de 2003), conocido futbolísticamente como Álex Cardero, es un futbolista español que juega como centrocampista en el C. D. Mirandés de la Segunda División de España, cedido por el Real Oviedo.

## Trayectoria
Se unió a las categorías inferiores del Real Oviedo procedente del Juventud Estadio CF. Debutó con el filial el 18 de octubre de 2020.
Debutó con el primer equipo el 29 de mayo de 2021, sustituyendo a Alejandro Arribas en un 2-2 de visitante contra el C. D. Tenerife en la Segunda División.
En la temporada 2023-24 estuvo cedido en el C.D. Arenteiro de Primera Federación, para volver en la temporada siguiente a su ciudad natal a reforzar la medular carbayona. Disputó 23 partidos en la Segunda División y en agosto de 2025 renovó su contrato hasta 2028. Ese mismo mes salió otra vez cedido para jugar durante la campaña en el C. D. Mirandés.

## Carrera
| Club                     | País   | Año       |
| ------------------------ | ------ | --------- |
| Real Oviedo Vetusta      | España | 2020-2023 |
| Real Oviedo              | España | 2023-act. |
| C. D. Arenteiro (cesión) | España | 2024      |
| C. D. Mirandés (cesión)  | España | 2025-act. |